# Rhinolophus formosae
Rhinolophus formosae (Sanborn, 1939) è un Pipistrello della famiglia dei Rinolofidi endemico di Taiwan.

## Descrizione

### Dimensioni
Pipistrello di medie dimensioni, con la lunghezza della testa e del corpo di 90 mm, la lunghezza dell'avambraccio tra 56 e 61 mm, la lunghezza della coda tra 28 e 39 mm, la lunghezza del piede tra 16 e 17 mm, la lunghezza delle orecchie tra 28 e 33 mm.

### Aspetto
La pelliccia è setosa e lucida, particolarmente sul collo e le spalle. Le parti dorsali nere opache mentre le parti ventrali sono come il dorso. Le orecchie sono nere e di lunghezza media. La foglia nasale presenta una lancetta nera, molto lunga, con la punta assottigliata e i bordi diritti, un processo connettivo basso, una sella con due linguette circolari ai lati della base. La porzione anteriore è larga, copre quasi interamente il muso ed ha un leggero incavo centrale alla base. Il labbro inferiore ha un solo solco longitudinale. La coda è lunga ed inclusa completamente nell'ampio uropatagio. Il primo premolare superiore è grande e situato lungo la linea alveolare.

## Biologia

### Comportamento
Si rifugia all'interno di grotte, edifici, tunnel e condotti d'irrigazione.

### Alimentazione
Si nutre di insetti.

## Distribuzione e habitat
Questa specie è endemica dell'isola di Taiwan.
Vive nelle foreste primarie nella parte centrale dell'isola a basse e medie altitudini.

## Conservazione
La IUCN Red List, considerato l'areale limitato e la deforestazione, classifica R.formosae come specie prossima alla minaccia di estinzione (Near Threatened).